# Pop Airplay
Pop Airplay (раніше Pop Songs або Top 40 Mainstream)  — чарт пісень, записи яких транслюються в ефірі, публікується американським журналом «Billboard». Цей чарт дуже схожий на «Pop 100 Airplay» (формальна назва «Top 40 Tracks»). В обидвах чартах беруть пісні в жанрі поп, і записи яких транслюють в ефірі. Проте Top 40 Mainstream рахує тотальну популярність, в той час, як «Pop 100 Airplay» рахує саму статистику.
Лідером за кількістю пісень, що займали перше місце в чарті, є Мерая Кері, якій належали 29 таких пісень.